# Большая Вострокса
Большая Вострокса — река в России, протекает по Грязовецкому и Междуреченскому районам Вологодской области. Левый приток реки Монза.

## География
Река Большая Вострокса берёт начало близ станции Каменка. Пересекает Монзенскую железную дорогу, течёт на запад через берёзово-осиновые леса. Устье реки находится в 65 км от устья реки Монза по левому берегу. Длина реки составляет 20 км, площадь водосборного бассейна — 113 км².

## Данные водного реестра
По данным государственного водного реестра России относится к Верхневолжскому бассейновому округу, водохозяйственный участок реки — Кострома от истока до водомерного поста у деревни Исады, речной подбассейн реки — Волга ниже Рыбинского водохранилища до впадения Оки. Речной бассейн реки — (Верхняя) Волга до Куйбышевского водохранилища (без бассейна Оки).
Код объекта в государственном водном реестре — 08010300112110000012052.